# Narla
Narla (llamada oficialmente San Pedro de Narla) es una parroquia española del municipio de Friol, en la provincia de Lugo, Galicia.

## Organización territorial
La parroquia está formada por quince entidades de población, constando catorce de ellas en el nomenclátor del Instituto Nacional de Estadística español:
- Cabeza de Vaca
- Chao (O Chao)
- Cima de Vila
- Eirexe (A Eirexe)
- Espiñeira (A Espiñeira)
- Golmar
- Lagoa
- Montecelos
- Pacios
- Pontella (A Pontella)
- Porreira (A Porreira)
- Portela (A Portela)
- Seidoiro
- Todón
- Vilar (O Vilar)

## Demografía
| Gráfica de evolución demográfica de Narla entre 2000 y 2019 |
|                                                             |
| Datos según el nomenclátor publicado por el INE.            |